# Festival de la Canción de Eurovisión 1998
```
==Mapa== ≤imagemap≥
```

El XLIII Festival de la Canción de Eurovisión fue celebrado el 9 de mayo de 1998 en el National Indoor Arena de Birmingham, Reino Unido. Los presentadores fueron el conocido periodista radiofónico Terry Wogan (quien también fue el encargado de comentar el certamen para los espectadores de la BBC) y la presentadora Ulrika Jonsson, de origen sueco. El show contó con la presencia de la persona que más veces ha presentado el festival, Katie Boyle, y a la ganadora del año anterior, la vocalista del grupo Katrina & the Waves, Katrina Leskanich. 
Dana International, de Israel, fue la ganadora con el tema "Diva". La cantante atrajo la atención a nivel mediático tanto en su país como en Europa por haberse sometido a una operación de cambio de sexo en 1993, siendo la primera artista transexual en participar en el festival. La polémica fue tal que la cantante recibió amenazas de muerte por parte de grupos ultra ortodoxos e Israel no envió comentarista a Birmingham para evitar más polémicas. Sin embargo Dana fue la ganadora y Diva se convirtió en un hit en Europa. 
Esta edición del festival fue notable por varias razones: fue la última vez en que se utilizó una orquesta en vivo, la primera edición en la cual se usó masivamente el televoto y el último año en que las canciones debían ser interpretadas en los respectivos idiomas oficiales de cada país. Bélgica, Grecia, Francia, Israel, Malta y Suiza utilizaron pistas pregrabadas en vez de la orquesta, mientras que Francia solo utilizó los violines de la orquesta sin necesidad de contar con un director para ello. Por otro lado, Alemania y Eslovenia presentaron directores de orquesta pero utilizaron solo pistas pregrabadas.
Una de las contribuciones significativas introducidas en este Festival y que ha perdurado hasta la actualidad es la inclusión del nombre del país en las transmisiones televisivas. Con el fin de proporcionar a los telespectadores información clara sobre qué país estaba actuando en el concurso, se decidió insertar en la esquina inferior izquierda de la pantalla el nombre del país en un tono blanco y transparente, asegurando así su visibilidad para la audiencia.
Macedonia, bajo el nombre de "Antigua República Yugoslava de Macedonia", participó por primera vez en el certamen luego de que el país no pudiera clasificar en la preselección organizada por la UER en 1996. Bélgica, Eslovaquia, Finlandia, Israel y Rumania volvieron a participar en el festival tras quedar descalificados por los malos resultados previos (en este momento aún no existían semifinales) mientras que Austria, Bosnia y Herzegovina, Dinamarca, Islandia y Rusia fueron relegadas por este mismo motivo. La radiodifusora italiana RAI, decidió retirarse del concurso de forma indefinida y no volvería hasta la edición de 2011.
Si bien la capacidad del National Indoor Arena era de hasta 12.700 localidades, la BBC decidió ocupar solo la mitad del recinto, con lo que se pudo albergar a unos 4.000 espectadores, cifra que sería superada sistemáticamente en las ediciones posteriores. El escenario tenía como elemento más destacado una estructura en forma de barco con una cola de ballena.

## Países participantes
| País y TV             | Título original de la canción   | Artista               | Proceso y fecha de selección                               |
| País y TV             | Traducción al español           | Idiomas               | Proceso y fecha de selección                               |
| --------------------- | ------------------------------- | --------------------- | ---------------------------------------------------------- |
| Alemania ARD          | Guildo Hat Euch Lieb!           | Guildo Horn           | Countdown Grand Prix 1998, 26-02-1998                      |
| Alemania ARD          | ¡Guildo os quiere!              | Alemán                | Countdown Grand Prix 1998, 26-02-1998                      |
| Bélgica RTBF          | Dis Oui                         | Mélanie Cohl          | Eurosong '98 , 13-03-1998                                  |
| Bélgica RTBF          | Di que sí                       | Francés               | Eurosong '98 , 13-03-1998                                  |
| Chipre CyBC           | Yenesis                         | Michalis Hatzigiannis | Selección Nacional , 01-03-1998                            |
| Chipre CyBC           | Génesis                         | Griego                | Selección Nacional , 01-03-1998                            |
| Croacia HRT           | Neka Mi Ne Svane                | Danijela              | Dora 1998 , 06-03-1998                                     |
| Croacia HRT           | Que nunca amanezca              | Croata                | Dora 1998 , 06-03-1998                                     |
| Eslovaquia STV        | Modlitba                        | Katarína Hasprová     | Elección Interna                                           |
| Eslovaquia STV        | Oración                         | Eslovaco              | Elección Interna                                           |
| Eslovenia RTVSLO      | Naj Bogovi Slišijo              | Vili Resnik           | EMA 1998 , 06-02-1998                                      |
| Eslovenia RTVSLO      | Deja que los dioses me escuchen | Esloveno              | EMA 1998 , 06-02-1998                                      |
| España TVE            | ¿Qué voy a hacer sin ti?        | Mikel Herzog          | Elección Interna                                           |
| España TVE            | -                               | español               | Elección Interna                                           |
| Estonia ERR           | Mere Lapsed                     | Koit Toome            | Eurolaul 1998 , 24-02-1998                                 |
| Estonia ERR           | Niños del mar                   | Estonio               | Eurolaul 1998 , 24-02-1998                                 |
| Finlandia YLE         | Aava                            | Edea                  | Euroviisut 1998 , 14-02-1998                               |
| Finlandia YLE         | Amplio paraje                   | Finés                 | Euroviisut 1998 , 14-02-1998                               |
| Francia FT2           | Où Aller?                       | Marie Line            | Elección Interna                                           |
| Francia FT2           | ¿A dónde ir?                    | Francés               | Elección Interna                                           |
| Grecia ERT            | Mia Krifi Evesthisia            | Thalassa              | Selección Nacional , 07-03-1998                            |
| Grecia ERT            | Una ilusión secreta             | Griego                | Selección Nacional , 07-03-1998                            |
| Hungría MTV           | A Holnap Már Nem Lesz Szomorú   | Charlie               | Elección Interna                                           |
| Hungría MTV           | La tristeza se irá mañana       | Húngaro               | Elección Interna                                           |
| Irlanda RTÉ           | Is Always Over Now?             | Dawn Martin           | Eurosong 1998 , 08-03-1998                                 |
| Irlanda RTÉ           | ¿Ya se acabó el "siempre"?      | Inglés                | Eurosong 1998 , 08-03-1998                                 |
| Israel IBA            | Diva                            | Dana International    | Elección Interna                                           |
| Israel IBA            | -                               | Hebreo \| español     | Elección Interna                                           |
| Macedonia (ARY) MKRTV | Ne Zori, Zoro                   | Vlado Janevski        | Skopje Fest 1998 , 07-03-1998                              |
| Macedonia (ARY) MKRTV | No amanezcas, amanecer          | Macedonio             | Skopje Fest 1998 , 07-03-1998                              |
| Malta PBS             | The One That I Love             | Chiara                | Malta Song for Europe 1998 , 07-02-1998                    |
| Malta PBS             | El que amo                      | Inglés                | Malta Song for Europe 1998 , 07-02-1998                    |
| Noruega NRK           | Alltid Sommer                   | Lars A. Fredriksen    | Melodi Grand Prix 1998 , 28-02-1998                        |
| Noruega NRK           | Siempre verano                  | Noruego               | Melodi Grand Prix 1998 , 28-02-1998                        |
| Países Bajos NOS      | Hemel En Aarde                  | Edsilia Rombley       | Nationaal Songfestival , 08-03-1998                        |
| Países Bajos NOS      | Cielo y tierra                  | Neerlandés            | Nationaal Songfestival , 08-03-1998                        |
| Polonia TVP           | To Takie Proste                 | Sixteen               | Elección Interna                                           |
| Polonia TVP           | Es muy fácil                    | Polaco                | Elección Interna                                           |
| Portugal RTP          | Se Eu Te Pudesse Abraçar        | Alma Lusa             | Festival da Canção 1998 , 07-03-1998                       |
| Portugal RTP          | Si te pudiera abrazar           | Portugués             | Festival da Canção 1998 , 07-03-1998                       |
| Reino Unido BBC       | Where Are You?                  | Imaani                | A Song for Europe, 15-03-1998                              |
| Reino Unido BBC       | ¿Dónde estás?                   | Inglés                | A Song for Europe, 15-03-1998                              |
| Rumania TVR           | Eu Cred                         | Mălina Olinescu       | Selecţia Naţională 1998, 14-03-1998                        |
| Rumania TVR           | Creo                            | Rumano                | Selecţia Naţională 1998, 14-03-1998                        |
| Suecia SVT            | Kärleken Är                     | Jill Johnson          | Melodifestivalen 1998, 14-03-1998                          |
| Suecia SVT            | Es el amor                      | Sueco                 | Melodifestivalen 1998, 14-03-1998                          |
| Suiza SSR SRG         | Lass ihn                        | Gunvor                | Schweizer Auscheidung 1998, 18-12-1997                     |
| Suiza SSR SRG         | Déjale                          | Alemán                | Schweizer Auscheidung 1998, 18-12-1997                     |
| Turquía TRT           | Unutamazsın                     | Tüzmen                | Eurovision Şarkı Yarışması Türkiye Finali 1998, 28-02-1998 |
| Turquía TRT           | No puedes olvidar               | Turco                 | Eurovision Şarkı Yarışması Türkiye Finali 1998, 28-02-1998 |

## Resultados
La siguiente tabla muestra los resultados de las 25 canciones participantes. Todo el festival fue un mano a mano desde el principio entre Países Bajos, Reino Unido y más intensamente entre Malta e Israel. Aunque al principio, fuesen Reino Unido y Países Bajos los primeros en la tabla, Israel fue cogiendo la hegemonía, muy seguida de Malta, que aprovechó algunos tramos para posicionarse primera. Finalmente la votación turca propició que Malta e Israel empatasen a puntos (aunque en realidad Malta iba un paso por delante, debido a un error en la votación de España, que otorgó más puntos de la cuenta a Israel), por lo que todo se decidía desde Skopie, finalmente la Antigua República Yugoslava de Macedonia, concedió 8 puntos a Israel, y ninguno a Malta, por lo que Malta terminó tercera finalmente. Israel consiguió su tercera victoria.
- En negrita, países clasificados para 1999.

| N.º | País            | Intérprete(s)         | Canción                         | Lugar | Puntos |
| --- | --------------- | --------------------- | ------------------------------- | ----- | ------ |
| 01  | Croacia         | Danijela              | «Neka mi ne svane»              | 5     | 131    |
| 02  | Grecia          | Thalassa              | «Mia krifi evesthisia»          | 20    | 12     |
| 03  | Francia         | Marie Line            | «Où Aller?»                     | 24    | 3      |
| 04  | España          | Mikel Herzog          | «¿Qué voy a hacer sin ti?»      | 16    | 21     |
| 05  | Suiza           | Gunvor                | «Lass'ihn»                      | 25    | 0      |
| 06  | Eslovaquia      | Katarína Hasprová     | «Modlitba»                      | 21    | 8      |
| 07  | Polonia         | Sixteen               | «To takie proste»               | 17    | 19     |
| 08  | Israel          | Dana International    | «Diva»                          | 1     | 174    |
| 09  | Alemania        | Guildo Horn           | «Guildo hat euch lieb!»         | 7     | 86     |
| 10  | Malta           | Chiara                | «The one that I love»           | 3     | 165    |
| 11  | Hungría         | Charlie               | «A holnap már nem lesz szomorú» | 23    | 4      |
| 12  | Eslovenia       | Vili Resnik           | «Naj bogovi slišijo»            | 18    | 17     |
| 13  | Irlanda         | Dawn Martin           | «Is always over now?»           | 9     | 64     |
| 14  | Portugal        | Alma Lusa             | «Se eu te pudesse abraçar»      | 12    | 37     |
| 15  | Rumania         | Mălina Olinescu       | «Eu cred»                       | 22    | 6      |
| 16  | Reino Unido     | Imaani                | «Where are you?»                | 2     | 166    |
| 17  | Chipre          | Michalis Hatzigiannis | «Yenesis»                       | 11    | 37     |
| 18  | Países Bajos    | Edsilia Rombley       | «Hemel en aarde»                | 4     | 150    |
| 19  | Suecia          | Jill Johnson          | «Kärleken är»                   | 10    | 53     |
| 20  | Bélgica         | Mélanie Cohl          | «Dis Oui»                       | 6     | 122    |
| 21  | Finlandia       | Edea                  | «Aava»                          | 15    | 22     |
| 22  | Noruega         | Lars A. Fredriksen    | «Alltid sommer»                 | 8     | 79     |
| 23  | Estonia         | Koit Toome            | «Mere lapsed»                   | 13    | 36     |
| 24  | Turquía         | Tüzmen                | «Unutamazsın»                   | 14    | 25     |
| 25  | Macedonia (ARY) | Vlado Janevski        | «Ne zori, zoro»                 | 19    | 16     |

## Votación

### Sistema de votación
Por primer año, se instauró el televoto de modo generalizado. Las diez canciones más votadas recibían sets de 1 a 8, 10 y 12 puntos. En caso de que hubiese algún problema con el voto telefónico (o dicho país no poseyera la infraestructura necesaria para establecer este sistema de votación), se utilizaría el tradicional sistema de votación a través de un jurado, que sería de 16 miembros si era jurado directo (por problemas de infraestructura), y de 8 si era jurado de reserva (por fallo técnico).
España fue protagonista involuntario de las votaciones por dos razones: 
La portavoz de RTVE, Belén Fernández de Henestrosa, quiso saludar a la presentadora diciendo: "Realmente es una noche estupenda". Pero su inglés le falló, dando sin querer un parte meteorológico diciendo: "Realmente hace una noche estupenda". Ante las carcajadas de todo el público la presentadora contestó: "No sé en España, pero aquí en Birmingham hace muchas noches que no salgo".
Además hubo un problema al contabilizar el televoto de España a la hora de presentar los puntos. Se le otorgó 1 punto a Turquía que en realidad no se había concedido, provocando que se fueran dando todos los puntos equivocados ordenadamente (uno o dos de más), y que el país más votado por el televoto español (Alemania) no recibiese ningún punto. Mientras que en el programa en directo Israel había ganado el festival con 174 puntos, al corregirse las votaciones de RTVE, Israel acabó con 172 puntos haciendo aún más ajustada su victoria.
Con solo un país para dar su votación, la victoria final estaba entre Israel y Malta ya que ambos empataban en puntos (aunque más tarde, y una vez rectificados los votos españoles, se observaría que el país insular habría estado en cabeza). Cuando Macedonia otorgó sus votos, Israel fue la primera en ser mencionada, recibiendo 8 puntos. Los diez puntos se otorgarían a la canción británica situándola en la segunda posición, mientras que los doce puntos irían para la canción croata. De este modo, Malta quedó finalmente en tercera posición.

### Tabla de puntaciones
| ......Participante..... | Pts. | Bandera de Croacia | Bandera de Grecia | Bandera de Francia | Bandera de España | Bandera de Suiza | Bandera de Eslovaquia | Bandera de Polonia | Bandera de Israel | Bandera de Alemania | Bandera de Malta | Bandera de Hungría | Bandera de Eslovenia | Bandera de Irlanda | Bandera de Portugal | Bandera de Rumania | Bandera del Reino Unido | Bandera de Chipre | Bandera de los Países Bajos | Bandera de Suecia | Bandera de Bélgica | Bandera de Finlandia | Bandera de Noruega | Bandera de Estonia | Bandera de Turquía | Bandera de Macedonia del Norte |
| ----------------------- | ---- | ------------------ | ----------------- | ------------------ | ----------------- | ---------------- | --------------------- | ------------------ | ----------------- | ------------------- | ---------------- | ------------------ | -------------------- | ------------------ | ------------------- | ------------------ | ----------------------- | ----------------- | --------------------------- | ----------------- | ------------------ | -------------------- | ------------------ | ------------------ | ------------------ | ------------------------------ |
| Croacia                 | 131  |                    | 5                 | 8                  | 1                 | 5                | 10                    | 6                  | 10                | 10                  | 10               | 0                  | 12                   | 3                  | 2                   | 0                  | 2                       | 7                 | 4                           | 3                 | 5                  | 3                    | 6                  | 3                  | 4                  | 12                             |
| Grecia                  | 12   | 0                  |                   | 0                  | 0                 | 0                | 0                     | 0                  | 0                 | 0                   | 0                | 0                  | 0                    | 0                  | 0                   | 0                  | 0                       | 12                | 0                           | 0                 | 0                  | 0                    | 0                  | 0                  | 0                  | 0                              |
| Francia                 | 3    | 0                  | 0                 |                    | 0                 | 0                | 0                     | 0                  | 0                 | 0                   | 0                | 0                  | 0                    | 0                  | 0                   | 0                  | 0                       | 1                 | 0                           | 0                 | 0                  | 0                    | 0                  | 0                  | 0                  | 2                              |
| España                  | 21   | 1                  | 0                 | 4                  |                   | 6                | 0                     | 0                  | 3                 | 0                   | 0                | 0                  | 0                    | 0                  | 0                   | 0                  | 0                       | 4                 | 0                           | 0                 | 3                  | 0                    | 0                  | 0                  | 0                  | 0                              |
| Suiza                   | 0    | 0                  | 0                 | 0                  | 0                 |                  | 0                     | 0                  | 0                 | 0                   | 0                | 0                  | 0                    | 0                  | 0                   | 0                  | 0                       | 0                 | 0                           | 0                 | 0                  | 0                    | 0                  | 0                  | 0                  | 0                              |
| Eslovaquia              | 8    | 8                  | 0                 | 0                  | 0                 | 0                |                       | 0                  | 0                 | 0                   | 0                | 0                  | 0                    | 0                  | 0                   | 0                  | 0                       | 0                 | 0                           | 0                 | 0                  | 0                    | 0                  | 0                  | 0                  | 0                              |
| Polonia                 | 19   | 0                  | 0                 | 2                  | 0                 | 0                | 0                     |                    | 0                 | 5                   | 0                | 2                  | 0                    | 0                  | 0                   | 10                 | 0                       | 0                 | 0                           | 0                 | 0                  | 0                    | 0                  | 0                  | 0                  | 0                              |
| Israel                  | 172  | 0                  | 10                | 12                 | 10                | 10               | 0                     | 10                 |                   | 7                   | 12               | 0                  | 7                    | 6                  | 12                  | 7                  | 5                       | 10                | 6                           | 5                 | 10                 | 10                   | 3                  | 7                  | 5                  | 8                              |
| Alemania                | 86   | 0                  | 3                 | 0                  | 12                | 12               | 0                     | 0                  | 0                 |                     | 0                | 0                  | 8                    | 8                  | 10                  | 6                  | 6                       | 0                 | 12                          | 0                 | 7                  | 1                    | 0                  | 1                  | 0                  | 0                              |
| Malta                   | 165  | 7                  | 6                 | 6                  | 5                 | 8                | 12                    | 8                  | 7                 | 8                   |                  | 7                  | 3                    | 12                 | 5                   | 0                  | 12                      | 5                 | 8                           | 6                 | 8                  | 5                    | 12                 | 5                  | 10                 | 0                              |
| Hungría                 | 4    | 0                  | 0                 | 1                  | 0                 | 0                | 0                     | 0                  | 0                 | 0                   | 0                |                    | 0                    | 0                  | 0                   | 1                  | 0                       | 0                 | 0                           | 0                 | 0                  | 0                    | 2                  | 0                  | 0                  | 0                              |
| Eslovenia               | 17   | 3                  | 2                 | 0                  | 0                 | 0                | 0                     | 0                  | 0                 | 0                   | 0                | 0                  |                      | 0                  | 0                   | 5                  | 0                       | 0                 | 0                           | 0                 | 0                  | 4                    | 0                  | 0                  | 3                  | 0                              |
| Irlanda                 | 64   | 2                  | 0                 | 0                  | 0                 | 2                | 4                     | 2                  | 0                 | 2                   | 6                | 6                  | 1                    |                    | 1                   | 8                  | 8                       | 0                 | 0                           | 1                 | 0                  | 0                    | 4                  | 2                  | 8                  | 7                              |
| Portugal                | 36   | 0                  | 1                 | 10                 | 6                 | 0                | 2                     | 0                  | 2                 | 0                   | 2                | 0                  | 0                    | 0                  |                     | 0                  | 0                       | 2                 | 0                           | 0                 | 1                  | 0                    | 0                  | 0                  | 6                  | 4                              |
| Rumania                 | 6    | 0                  | 0                 | 0                  | 0                 | 0                | 0                     | 0                  | 6                 | 0                   | 0                | 0                  | 0                    | 0                  | 0                   |                    | 0                       | 0                 | 0                           | 0                 | 0                  | 0                    | 0                  | 0                  | 0                  | 0                              |
| Reino Unido             | 166  | 12                 | 7                 | 3                  | 3                 | 3                | 1                     | 7                  | 12                | 1                   | 8                | 10                 | 5                    | 5                  | 6                   | 12                 |                         | 8                 | 7                           | 7                 | 6                  | 8                    | 5                  | 8                  | 12                 | 10                             |
| Chipre                  | 37   | 4                  | 12                | 0                  | 0                 | 0                | 5                     | 0                  | 1                 | 0                   | 1                | 1                  | 0                    | 0                  | 4                   | 4                  | 3                       |                   | 0                           | 0                 | 2                  | 0                    | 0                  | 0                  | 0                  | 0                              |
| Países Bajos            | 150  | 10                 | 8                 | 5                  | 4                 | 7                | 6                     | 5                  | 8                 | 6                   | 7                | 12                 | 0                    | 10                 | 7                   | 0                  | 10                      | 0                 |                             | 8                 | 12                 | 7                    | 8                  | 0                  | 7                  | 3                              |
| Suecia                  | 53   | 0                  | 0                 | 0                  | 0                 | 0                | 0                     | 3                  | 0                 | 0                   | 4                | 8                  | 0                    | 2                  | 0                   | 0                  | 1                       | 0                 | 5                           |                   | 0                  | 6                    | 10                 | 12                 | 2                  | 0                              |
| Bélgica                 | 122  | 0                  | 4                 | 7                  | 7                 | 4                | 7                     | 12                 | 5                 | 4                   | 3                | 3                  | 6                    | 7                  | 8                   | 0                  | 7                       | 6                 | 10                          | 2                 |                    | 0                    | 7                  | 6                  | 1                  | 6                              |
| Finlandia               | 22   | 0                  | 0                 | 0                  | 0                 | 0                | 0                     | 0                  | 0                 | 0                   | 0                | 0                  | 0                    | 0                  | 0                   | 0                  | 0                       | 0                 | 0                           | 10                | 0                  |                      | 1                  | 10                 | 0                  | 1                              |
| Noruega                 | 79   | 0                  | 0                 | 0                  | 8                 | 1                | 0                     | 4                  | 4                 | 3                   | 5                | 5                  | 10                   | 4                  | 3                   | 0                  | 4                       | 3                 | 3                           | 12                | 4                  | 2                    |                    | 4                  | 0                  | 0                              |
| Estonia                 | 36   | 0                  | 0                 | 0                  | 2                 | 0                | 8                     | 1                  | 0                 | 0                   | 0                | 4                  | 2                    | 1                  | 0                   | 0                  | 0                       | 0                 | 2                           | 4                 | 0                  | 12                   | 0                  |                    | 0                  | 0                              |
| Turquía                 | 25   | 5                  | 0                 | 0                  | 0                 | 0                | 0                     | 0                  | 0                 | 12                  | 0                | 0                  | 0                    | 0                  | 0                   | 2                  | 0                       | 0                 | 1                           | 0                 | 0                  | 0                    | 0                  | 0                  |                    | 5                              |
| Macedonia (ARY)         | 16   | 6                  | 0                 | 0                  | 0                 | 0                | 3                     | 0                  | 0                 | 0                   | 0                | 0                  | 4                    | 0                  | 0                   | 3                  | 0                       | 0                 | 0                           | 0                 | 0                  | 0                    | 0                  | 0                  | 0                  |                                |

Los siguientes países utilizaron la votación de jurado, mientras que el resto usó el televoto:
- Hungría
- Rumania
- Turquía

### Máximas puntuaciones
Tras la votación los países que recibieron 12 puntos (máxima puntuación que podía otorgar el televoto) fueron:
| N. | A            | De                                        |
| -- | ------------ | ----------------------------------------- |
| 4  | Malta        | Eslovaquia, Irlanda, Reino Unido, Noruega |
| 4  | Reino Unido  | Croacia, Israel, Rumania, Turquía         |
| 3  | Alemania     | Suiza, Países Bajos, España               |
| 3  | Israel       | Francia, Malta, Portugal                  |
| 2  | Croacia      | Eslovenia, Macedonia (ARY)                |
| 2  | Países Bajos | Hungría, Bélgica                          |
| 1  | Bélgica      | Polonia                                   |
| 1  | Chipre       | Grecia                                    |
| 1  | Estonia      | Finlandia                                 |
| 1  | Grecia       | Chipre                                    |
| 1  | Noruega      | Suecia                                    |
| 1  | Suecia       | Estonia                                   |
| 1  | Turquía      | Alemania                                  |